# Antonio Vélez Montoya
Antonio Vélez Montoya (Medellín, 1933) es un escritor, profesor y divulgador científico.

## Biografía
Nació en Medellín, Colombia, en 1933. Es ingeniero electricista, egresado de la Universidad Pontificia Bolivariana, de Medellín, y máster en matemáticas de la Universidad de Illinois, en Estados Unidos. 
Por varios años fue profesor de tiempo completo en el área de matemáticas, en varias universidades colombianas. Durante una década estuvo vinculado al Departamento de Investigación Operativa de la empresa Coltejer (Colombia). Fue Director de investigaciones de la Universidad de Medellín durante los años 1.990 a 1993, durante la Rectoría de Jaime Tobón Villegas. En tiempos presentes escribe artículos para la revista de abogados, editada en Bogotá: Ámbito Jurídico, Editorial Legis.

## Libros
Es autor de los siguientes libros:    
- Álgebra Moderna (Universidad de Antioquia, Medellín, 1989) ISBN 958-9021-7-6
- El hombre, herencia y conducta (Editorial Universidad de Antioquia, Medellín, 1990, segunda edición) ISBN 958-9021-7-6
- Medicinas Alternativas (Planeta Colombiana, Bogotá, 1997) ISBN 958-614-591-3
- Parasicología: ¿realidad, ficción o fraude? (Alfaguara, Bogotá, 2000)  ISBN 958-8061-49-0
- Principio y fin y otros ensayos (Universidad  de Antioquia, Medellín, 2000)  ISBN 958-655-419-8
- Neuróbicos: desafíos para la inteligencia (Dann Regional, noviembre del 2002) con Juan Diego Vélez, ISBN 958-97162-1-0
- De Pi a pa: ensayos a contracorriente (Lengua de Trapo, Madrid, noviembre del 2002) ISBN 84-89618-99-2
- Del big bang al Homo sapiens (Universidad de Antioquia, Medellín, tercera edición, 2004)  ISBN 958-8160-68-5
- Homo sapiens (Villegas Editores, Bogotá, 2006)  ISBN 978-958-8293-70-7
- Manual de Ateología (Tierra Firme Editores, Bogotá, 2009) con otros autores
- Pensamiento creativo (Villegas Editores, Bogotá, agosto de 2010) con Ana Cristina Vélez y Juan Diego Vélez,  ISBN 978-958-8293-70-7.
- El humor (Fondo Editorial Universidad EAFIT, Medellín, diciembre de 2012) ISBN 978-958-720-134-5
- Creatividad e inventiva. Retos de siglo XXI (Editorial Universidad de Antioquia, Medellín, febrero de 2013) con Ana Cristina Vélez, ISBN 978-958-714-546-5.
- Imperfecciones corporales. Una visión Evolutiva (Casa editorial de La Universidad CES, publicado en diciembre de 2014) con William Álvarez, ISBN 978-958-8674-35-3

- Datos: Q5700097
- Multimedia: Antonio Vélez Montoya / Q5700097